# Sint-Pieterskerk (Boekhout)

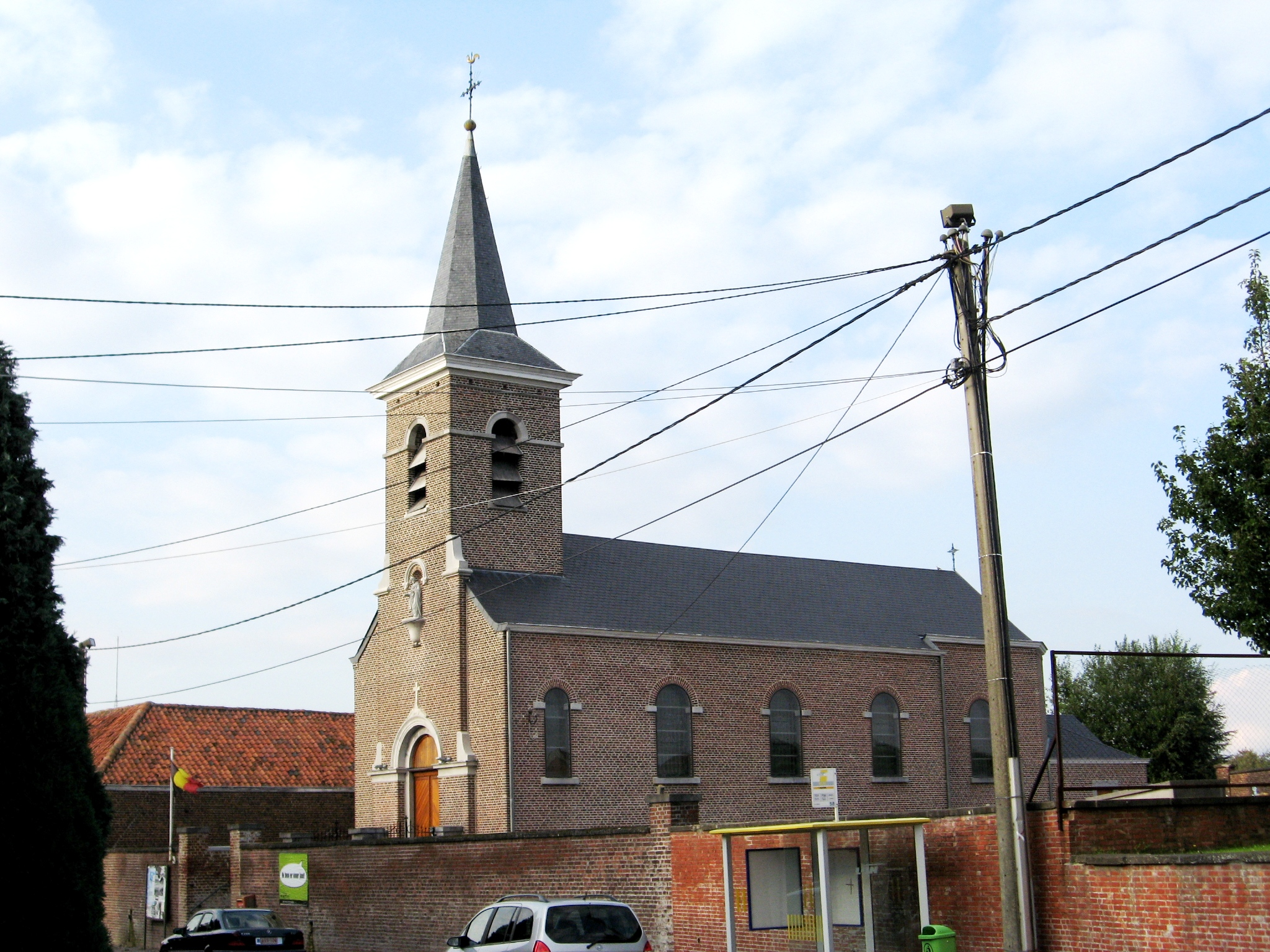
Sint-Pieterskerk

De Sint-Pieterskerk is de parochiekerk van Boekhout in Belgisch Limburg, gelegen aan Boekhoutstraat 18A.
Hier stond vanouds een kapel die een kwartkerk was van de parochie van Jeuk. Omstreeks 1850 werd op de plaats ervan een neoclassicistisch kerkje gebouwd, dat in 1896 gerestaureerd werd door Hyacinth Martens.
Het gebouw bevindt zich op een heuvel en wordt omringd door een veel ouder kerkhof, waarop zich zelfs nog een grafsteen uit 1299 bevindt. Ook zijn er enkele 17e-eeuwse grafkruisen.
Het is een eenvoudig, bakstenen, zaalkerkje met een veelhoekige koorsluiting. Arduin werd gebruikt voor onder meer de plint. De ingebouwde westtoren heeft een portaal waartoe een trap toegang verleent. Ze wordt gedekt door een achtkante ingesnoerde naaldspits. Boven het portaal bevindt zich een Sint-Petrusbeeld in een nis. Typerend zijn de arduinen schouderstukken.
Het Kruisbeeld dat aan de buitenmuur is aangebracht dateert van de 19e eeuw. De biechtstoel is neoclassicistisch en stamt uit de eerste helft van de 19e eeuw.